# The Aliens Are Coming
The Aliens Are Coming è un film televisivo del 1980, diretto da Harvey Hart.
Il film venne concepito come l'episodio pilota di una serie televisiva poi mai realizzata che doveva essere un remake della serie Gli invasori.

## Trama
L'astrofisico Scott Dryden osserva un'astronave atterrare nel deserto del Nevada. Insieme alla giornalista O'Brien si mette ad indagare sulle intenzioni degli alieni.